# Eve of Destruction (lied)
Eve of Destruction is een protestlied dat in 1964 werd geschreven door P.F. Sloan (Philip Schlein). Het is door een groot aantal artiesten opgenomen, maar de bekendste versie is die van Barry McGuire uit 1965. Deze single haalde de eerste plaats in de Billboard Hot 100 en de derde plaats in de UK Singles Chart. Ook in Nederland kwam het nummer tot de derde plaats. In België haalde het de 15e plaats, in Noorwegen zelfs de eerste.

## De opname
De zanger en songwriter P. F. Sloan (1945-2015) polste eerst The Byrds of ze iets in het nummer zagen, maar de groep had geen belangstelling. Bij The Turtles had hij meer succes. Zij namen het nummer op voor hun eerste langspeelplaat It Ain't Me Babe. Daarmee waren ze eerder dan Barry McGuire, maar de lp kwam later uit, in oktober 1965.
Barry McGuire nam het nummer op tussen 12 en 15 juli 1965 als onderdeel van een opnamesessie voor een langspeelplaat, die later uitkwam dan de single (12 augustus 1965) en toen ook de naam Eve of Destruction kreeg. De helft van de nummers was van de hand van P. F. Sloan.
Op de opnamen, die onder leiding stonden van Lou Adler, speelde Sloan zelf gitaar, Tommy Tedesco een tweede gitaar, Hal Blaine drums en Larry Knechtel basgitaar. Eve of Destruction werd opgenomen als laatste van een reeks van vier nummers. McGuires stem klonk al tamelijk vermoeid en hij kende de tekst nog niet uit zijn hoofd, dus af en toe aarzelde hij hoorbaar als hij de tekst even moest terugvinden op een papiertje dat hij voor zich had. Het was de bedoeling dat de zang later opnieuw zou worden opgenomen.
Eve of Destruction was van het begin af aan bedoeld om op single te worden uitgebracht, maar dan als B-kant. De latere achterkant, What's Exactly the Matter with Me, ook van de hand van Sloan, was als A-kant bedoeld. Een demo van het nummer viel echter in handen van een diskjockey, die het ging draaien. Onmiddellijk ontstond er vraag naar het nummer. Dunhill, de platenmaatschappij van Lou Adler, besloot de plaat meteen uit te brengen. Er was geen tijd meer om de zangpartij van McGuire opnieuw op te nemen.

## De tekst
Het lied vertelt over de vele rampen en dreigingen van de vroege jaren zestig: oorlog, rassenhaat, de haat jegens het westen in de Volksrepubliek China, de atoombom. De zanger gelooft dat we aan de vooravond van de totale vernietiging staan en vindt het vreemd dat een vriend dat anders ziet:
And you tell me over and over and over again, my friend
Ah, you don't believe we're on the eve of destruction?
Enkele passages nader toegelicht:
- ‘You’re old enough to kill, but not for votin’’: In de Verenigde Staten was 18 jaar de leeftijd dat jongens de militaire dienstplicht moesten vervullen, maar in alle staten (op vier na) mochten ze pas stemmen als ze 21 waren. In juli 1971 kreeg iedere Amerikaanse burger (met het 26e amendement op de grondwet van de Verenigde Staten) stemrecht op 18-jarige leeftijd.
- ‘And even the Jordan River has bodies floatin’’: In de jaren 1964-1967 vond een reeks schermutselingen plaats tussen Israël en zijn buurlanden Syrië en Jordanië over het gebruik van het water van de Jordaan.
- In Selma (Alabama) werden in 1965 drie marsen gehouden voor gelijke burgerrechten voor Afro-Amerikanen. De eerste twee marsen werden door de politie met bruut geweld uiteengeslagen. In de versie van het lied die Jan & Dean opnamen, is Selma vervangen door ‘Watts, California’. Daar vonden in augustus 1965 ook rassenrellen plaats, de Watts-rellen.
- ‘You may leave here for four days in space, but when you return it's the same old place’: in juni 1965 verbleef de Gemini 4, de tweede van tien bemande ruimtevluchten in het kader van het Amerikaanse Geminiprogramma, vier dagen in de ruimte. Edward White voerde tijdens deze vlucht als eerste Amerikaan een ruimtewandeling uit.
- Bij ‘the pounding of the drums’ dacht Sloan aan de begrafenis van John F. Kennedy.[6]

Barry McGuire zong het lied na 1965 ook af en toe en veranderde weleens zinnetjes om het actueler te maken. In 1990 nam hij een eveneens door Sloan geschreven compleet nieuwe versie van het lied op met als titel Eve of Destruction (The Environment), maar die had geen succes.
De versie van 1965 was zijn grootste hit. Hij haalde nog maar twee maal de Billboard Hot 100: met Child of Our Times (november 1965, plaats 72) en Cloudy Summer Afternoon (mei 1966, plaats 62). McGuires lp Eve of Destruction haalde de 37e plaats in de Billboard 200.
Niet iedereen was gelukkig met Eve of Destruction. Veel journalisten zagen het nummer als negatieve kritiek. Sommige radiostations weigerden het nummer te draaien. De BBC zette het op de ‘restricted list’. Het mocht niet gedraaid worden in ‘amusementsprogramma’s voor het grote publiek’, maar wel in een programma voor de liefhebbers van folkmuziek.
Een paar artiesten kwamen met een antwoordlied op Eve of Destruction. Het meest succesvolle was The Dawn of Correction van The Spokesmen, dat in oktober 1965 een 36e plaats in de Billboard Hot 100 bereikte. Het is een patriottisch lied, dat de noodzaak van vechten tegen de ‘roden’ en de voordelen van de ‘Balance of terror’ tussen de atoommachten Verenigde Staten en Sovjet-Unie bezingt, en stelt dat er toch al heel wat vooruitgang geboekt is, in de VS en daarbuiten. Dus:
So over and over again, you keep sayin' it's the end
But I say you're wrong, we're just on the dawn of correction.

### Hitnoteringen in Nederland
| Eve of Destruction         | Eve of Destruction    | Eve of Destruction | Eve of Destruction | Eve of Destruction | Eve of Destruction | Eve of Destruction | Eve of Destruction | Eve of Destruction | Eve of Destruction | Eve of Destruction | Eve of Destruction | Eve of Destruction | Eve of Destruction | Eve of Destruction | Eve of Destruction | Eve of Destruction |
| Hitlijst                   | Datum van binnenkomst | Week:              | 1                  | 2                  | 3                  | 4                  | 5                  | 6                  | 7                  | 8                  | 9                  | 10                 | 11                 | 12                 | 13                 | Laatste notering   |
| -------------------------- | --------------------- | ------------------ | ------------------ | ------------------ | ------------------ | ------------------ | ------------------ | ------------------ | ------------------ | ------------------ | ------------------ | ------------------ | ------------------ | ------------------ | ------------------ | ------------------ |
| Tijd voor Teenagers Top 10 | 02-10-1965            | Positie:           | 7                  | 6                  | 3                  | 3                  | 6                  | 10                 | 8                  | 9                  |                    |                    |                    |                    |                    | 20-11-1965         |
| Nederlandse Top 40         | 25-09-1965            | Positie:           | 17                 | 10                 | 4                  | 3                  | 4                  | 5                  | 5                  | 9                  | 9                  | 11                 | 20                 | 28                 | 32                 | 18-12-1965         |

### NPO Radio 2 Top 2000
| Nummer met noteringen in de NPO Radio 2 Top 2000 | '99 | '00 | '01 | '02 | '03 | '04 | '05 | '06 | '07 | '08 | '09 | '10 | '11  | '12  | '13  | '14  | '15  | '16  | '17  |
| ------------------------------------------------ | --- | --- | --- | --- | --- | --- | --- | --- | --- | --- | --- | --- | ---- | ---- | ---- | ---- | ---- | ---- | ---- |
| Eve of Destruction                               | 373 | 296 | 380 | 285 | 454 | 391 | 534 | 551 | 508 | 476 | 945 | 900 | 1014 | 1235 | 1373 | 1483 | 1366 | 1633 | 1724 |

1. ↑  Een vetgedrukt getal geeft de hoogste notering aan.
2. ↑  Deze tabel is bijgewerkt tot en met de laatste editie (2024).

## Andere versies van het lied
- In 1984 nam Adriano Celentano een Italiaanse versie op onder de naam Questo vecchio pazzo mondo voor zijn album I miei americani (een verzameling Italiaanse vertalingen van Amerikaanse hits).[12]
- In 1978 bracht de Amerikaanse punkgroep The Dickies een cover van Eve of Destruction op single uit.[13]
- D.O.A. zette het nummer op zijn album Live Free Or Die van 2004.[14]
- Ook The Grass Roots namen het nummer op, maar het verscheen voor het eerst als bonustrack op de cd-heruitgave van hun eerste langspeelplaat Where Were You When I Needed You van 1994.
- Jan & Dean namen het nummer op voor hun lp Folk 'n Roll van 1965.[15]
- Larry Norman bracht in 2004 een maxisingle met het nummer uit.[16]
- The Pretty Things brachten het nummer in 1989 als single uit.[17] Het staat ook op het album Rage before Beauty uit 1999.[18]
- P.F. Sloan, de schrijver van het lied, nam het zelf ook op voor zijn lp Songs of Our Times van 1965.[19] In 1993 nam hij een geactualiseerde versie op onder de titel (Still on the) Eve of Destruction voor een album dat ook zo heette.[20]
- Johnny Thunders nam het nummer op voor zijn album Hurt Me van 1984.[21]
- De versie van The Turtles op de lp It Ain't Me Babe werd in 1970 uitgebracht als single. Ze bereikte de honderdste plaats in de Billboard Hot 100.[22]

Het nummer is onder andere te horen in de films The Doors van Oliver Stone uit 1991 en Sicko van Michael Moore uit 2007.